# Nokia Asha 200/201
Los Nokia Asha 200 y 201 son dos smartphones, idénticos entre sí salvo algunas características, impulsados por Nokia con el sistema operativo Series 40. Fueron anunciados en el Nokia World 2011 junto con otros dos teléfonos —los Nokia Asha 300 y 303—. Su principal característica es el teclado completo —QWERTY, AZERTY, etc. dependiendo de la región— aparte de un fácil acceso a las redes sociales —según las publicidades—. También, la mayor diferencia entre los dos teléfonos es que el modelo 200 posee capacidad para utilizar dos tarjetas SIM a la vez (móvil Dual SIM), mientras que el modelo 201 no.

## Historia y disponibilidad
Los Nokia Asha 200 y 201 fueron anunciados el 26 de octubre de 2011 en el Nokia World 2011 en Londres. Está disponible en China, Eurasia, Europa, India, América Latina, Oriente Medio y los mercados del sudeste asiático. Los teléfonos se venden a un precio de 60 € sujeto a los impuestos y subsidios.

## Hardware

### Pantalla y entrada
Estos celulares tienen una pantalla LCD de 2,4 pulgadas (36,0 mm de alto por 48,0 mm de ancho) con una resolución de 240 x 320 píxeles (QVGA) estilo paisaje. Esta pantalla es capaz de representar hasta 262.144 colores.
Tienen una cámara digital trasera con una resolución de 2.0 megapíxeles, zum digital de hasta 4x y sin flash. La resolución de captura de imágenes de la cámara es de 1760x1168 pixeles. Cabe destacar que no posee lentes Carl Zeiss a diferencia de modelos de la serie Lumia de Nokia, por ejemplo. Las imágenes tomadas se comprimen en formato JPEG. Puede capturar imágenes normales y en blanco y negro, sepia y efecto negativo; se le puede configurar la sensibilidad a la luz y el balance de blancos.

#### Teclado y botones
Los teléfonos poseen un teclado completo y —a la vez— compacto, formato QWERTY, AZERTY, etc. dependiendo de la región en donde se vendan. Además poseen varias teclas especiales que caracterizan a los dos teléfonos. Estos se encuentran debajo de la pantalla y sobre el teclado completo. En el siguiente cuadro se explica la disposición de aquellos botones especiales:
| Disposición      | Disposición                         | Función |
| Arriba-izquierda | Nokia Asha 200y201 botón arriba izq | Dual SIM (RM-799) Internet (RM-800) |
| Arriba-derecha   | Nokia Asha 200y201 botón arriba der | Mensaje |
| Centro           | 1 2                                 | Botón Navi™ (imagen 1). Alrededor de este botón se encuentra un anillo cuadrado (imagen 2), el cual pulsando sus lados permite desplazar al usuario entre menús y demás objetos en la pantalla. |
| Abajo-izquierda  | Nokia Asha 200y201 botón abajo izq  | Contestar/Llamar |
| Abajo-derecha    | Nokia Asha 200y201 botón abajo der  | Cortar/Cerrar aplicación/Encender-Apagar teléfono |

### Salida
Los dispositivos poseen un conector AV de 3,5 mm utilizable para conectar auriculares compatibles. Cuyos auriculares sirven tanto para salida de audio como antena de radio FM. Los celulares son capaces de conectarse mediante USB gracias al conector Micro USB clase B que poseen. También se conectan inalámbricamente mediante Bluetooth 2.1 + EDR.

### Bandas de operación
Los Nokia Asha 200 y 201 operan en las bandas de frecuencia GSM 900 y 1800, aunque el modelo 201 es capaz de recibir dos bandas adicionales que el modelo 200: GSM 850 y 1900. 

### Batería y tarjeta SIM
Los dos modelos utilizan la batería removible de litio BL-5J, pero puede que Nokia tenga modelos de batería distintos aparte para estos modelos. Ésta batería tiene una capacidad de 1430mAh (5,3Wh) y un voltaje de 3,7V, las duraciones aproximadas de la batería son de 890 horas en modo de espera, 52 horas de reproducción de música y de 7 horas de conversación usando red 2G.
En cuanto a la tarjeta SIM, es en lo que se dicta la mayor diferencia entre el 200 y el 201: el modelo 200 posee dos ranuras para tarjeta SIM —móvil Dual SIM— mientas que el 201 solo tiene una. Ninguno de los dos modelos soporta micro SIM o nano SIM.
La batería se encuentra debajo de la tapa posterior, la cual no requiere de herramientas para abrirla, mientras que la/s tarjeta/s SIM se colocan y se extraen del lateral derecho: el modelo 201 posee una ranura para SIM, el 200 posee dos, una más elevada que la otra pero siempre en el mismo lateral —hablamos del celular cuando está en posición erguida—.

### Almacenamiento
La memoria interna central de los teléfonos tiene una capacidad de 64,0 Mb. Los dispositivos soportan una memoria adicional con una capacidad de hasta 32 GB.

### Accesorios
- Auriculares:
  - Auriculares Bluetooth Nokia BH-112
  - Auriculares Bluetooth Nokia BH-111
  - Auriculares Bluetooth Nokia BH-105
  - Auriculares Estéreo Nokia WH-207
- Carro y navegación:
  - Altavoz Telefónico Nokia HF-210
  - Soporte universal Nokia CR-114
  - Cargador para carro Nokia DC-4
- Energía y datos:
  - Tarjeta microSDHC de 16 Gb Nokia MU-44
  - Tarjeta microSDHC de 8 Gb Nokia MU-43
- Entretenimiento
  - Mini Altavoces Nokia MD-11

## Software
Los Nokia Asha 200 y 201 utilizan el sistema operativo Nokia Series 40 diseñado actualmente para serie Asha, aunque tal sistema operativo y su interfaz —que lleva el mismo nombre que el sistema operativo— ya fueron utilizados en modelos anteriores a la serie Asha. La última versión disponible para actualización, es la V11.81 del 20 de agosto de 2012.

### Aplicaciones

#### Administración de datos personales
Aplicaciones instaladas de fábrica que sirven de herramientas para situaciones cotidianas:
- Reloj digital
- Despertador con tonos de llamada
- Grabadora
- Calculadora
- Reloj
- Calendario
- Convertidor
- Número de marcación fija
- Notas
- Reloj despertador
- Recordatorios

#### Comunicaciones

##### Mensajería, correo electrónico y redes sociales
Con estos dos modelos de celulares se puede enviar tanto SMS como mensajes multimedia y correos electrónicos. Se puede acceder a cuentas de correo de Hotmail, Yahoo! Mail, Nokia Email y Gmail con los protocolos SMTP, IMAP4 y POP3. Se pueden administrar varias cuentas de correo a la vez y recibir/enviar correo con mensajes adjuntos. También se puede acceder al correo entrando desde el navegador web, sin usar la aplicación Correo, como en una computadora de escritorio.
En cuanto a mensajería, soporta MMS, mensajería Flash y mensajería instantánea. Estos teléfonos soportan los servicios de mensajería instantánea Google Talk, Yahoo!, Facebook chat, MySpace, Windows Live Messenger y Chat Nokia.

#### Llamadas
Estos teléfonos poseen un espacio reservado en la memoria interna con una capacidad de hasta 1000 contactos. Poseen capacidad para marcación rápida, llamada en espera, desvío de llamada, altavoz y manos libres integrado, bloqueo de llamada, registros de llamadas salientes, recibidas y perdidas.

#### Internet
Estos celulares poseen de fábrica el navegador web Nokia Browser para Series 40, pero desde la Tienda Ovi —sitio de descarga de aplicaciones y contenidos para celulares Nokia compatibles— se pueden descargar otros. Este navegador soporta las tecnologías Javascript 1.8, XHTML 1.1, WAP 2.0 y HTML 4.0. También soporta algunos contenidos web encriptados en Flash, pues tiene integrado Adobe Flash Lite 3.0.

### Formatos y códecs soportados
Imágenes:
- J
- BMP, WBMP
- GIF, GIF89a, GIF87a
- PNG

Audio:
- MP3
- MP4
- AAC
- AMR
- WAV
- WMA

Video:
- WMV
- 3GP
- etc.